# Pola (1932)
«Пола» (італ. Pola) — військовий корабель, важкий крейсер типу «Зара» Королівських ВМС Італії за часів Другої світової війни.

## Історія створення
Закладений 17 березня 1930 року на верфі компанії Cantiere navale fratelli Orlando в Ліворно. 21 грудня 1932 року увійшов до складу Королівських ВМС Італії. Своє ім'я отримав на честь міста Пула (в італійській вимові «Пола»).

## Історія служби

### Довоєнна служба
Після вступу у стрій крейсер «Пола» брав участь у навчаннях та походах в італійські та закордонні порти.
Під час громадянської війни в Іспанії брав участь у підтримці франкістів, супроводжуючи транспорти зі зброєю та проводячи розвідку.
У 1940 році, на час ремонту крейсера «Трієсте», «Пола» був переведений до складу 3-ї дивізії крейсерів, разом з «Тренто» та «Больцано».

### Друга світова війна
Першою операцією крейсера «Пола» після вступу Італії у Друг світову війну 10 червня 1940 року було прикриття постановки мінних полів 11-12 червня.
До кінця червня він у складі з'єднань італійського флоту здійснив 2 виходи в море на перехоплення британської ескадри та пошуку на французьких комунікаціях, але зустрічі з кораблями противника не було.
9 липня крейсер брав участь в бою біля Пунта Стіло.
Надалі крейсер брав участь у супроводі конвоїв у Північну Африку. У серпні 1940 року він був переведений до складу 1-ї дивізії крейсерів.
У вересні у складі з'єднання італійського флоту брав участь у протидії британській операції «Хетс», але зустрічі із кораблями противника не було.
27 листопада брав участь в бою біля мису Спартівенто, під час кого здійснив 18 пострілів з гармат головного калібру. Під час відходу крейсер атакували літаки з авіаносця «Арк Роял», але не змогли влучити у корабель.
Після британського нападу на Таранто була проведена реорганізація італійського флоту. Крейсер «Пола» залишився у складі 1-ї дивізії.
14 грудня порт Неаполя, де в той час перебував «Пола», був атакований британською авіацією. В крейсер влучила бомба, яка зруйнувала машинне відділення. Крейсер був відправлений в ремонт.

### Загибель
У березні 1941 року, під час німецького вторгнення у Грецію, командування італійського флоту відправило з'єднання у складі лінкора «Вітторіо Венето», шести важких та двох легких крейсерів і 13 есмінців на перехоплення британського конвою у східній частині Середземного моря.
Проте британській розвідці, завдяки злому кодів німецької шифрувальної машини «Енігма», вдалось перехопити переговори Люфтваффе та загалом зрозуміти задум командування італійського флоту. Британський лінійний флот вийшов у море на перехоплення італійського з'єднання.
Вранці 28 березня італійське з'єднання вступило у бій з британськими крейсерами, але, не дочекавшись повітряної підтримки, почало відхід на базу. Під час відходу з'єднання було атаковане британською авіацією. Одна з торпед влучила в лінкор «Вітторіо Венето», швидкість ходу ескадри зменшилась до 19 вузлів. О 19:25 в атаку пішли торпедоносці з «Фомідебла». О 19:45 крейсер «Пола» вразила британська торпеда, яка влучила у правий борт між машинним та котельним відділеннями. На кораблі зникла електрика, 3 відсіки залило водою. Але італійський флот продовжував відхід, не знаючи про пошкодження «Поли». Коли адмірал Анджело Якіно отримав звістку про пошкодження корабля, він наказав крейсерам «Зара», «Фіуме» та 4 есмінцям йти на допомогу «Полі».
Під час підходу до місця дрейфу «Поли» крейсери «Зара», «Фіуме» та 2 есмінці були потоплені. О 2 ночі 29 березня крейсер помітили британські есмінці. Абордажна партія з есмінця «Джервіс» висадилась на борт крейсера. Італійські моряки перейшли на борт британського корабля. Крейсер «Пола» був потоплений торпедою з есмінця «Нубіан» у точці з координатами 35°18′ пн. ш. 21°13′ сх. д. / 35.300° пн. ш. 21.217° сх. д..